# USS Raleigh (CL-7)
Pour les autres navires du même nom, voir USS Raleigh.
L’USS Raleigh (CL-7) est un navire de guerre de la marine américaine. C'était un croiseur léger de la classe Omaha. Il fut construit par la Bethlehem Steel Corporation à Quincy le 16 août 1920 ; lancé le 25 octobre 1922, il fut financé par Jennie Proctor et armé dans les chantiers de Boston le 6 février 1924, en étant commandé par le capitaine William C. Watts. Il se dirigea ensuite vers les chantiers navals de New York le 26 février 1924 pour être complété ; il quitta le port le 16 avril 1924. Le 5 octobre 1938, il quitta San Diego pour la base navale de Pearl Harbor à Hawaï. Il fut amarré au poste F12 et fut touché lors de l'attaque japonaise du 7 décembre 1941. Il y eut plusieurs blessés mais pas de mort. Après l'attaque, il fut mis en réparation.

## Pearl Harbor
Lors de l'attaque de Pearl Harbor, le croiseur Raleigh se situait entre le vieux cuirassé Utah et le croiseur Detroit à l'ouest de Ford Island. À 7 h 55, des hommes perçoivent le bruit de moteurs d'avions. Ils pensent tout d'abord à un exercice de l'armée et mettent en place les batteries aériennes comme à l'entraînement. Mais elles ne sont pas approvisionnées et très vite, les marins vont se trouver décontenancés lorsqu'ils découvrent qu'ils ont affaire à des avions japonais. Une torpille touche alors le navire sous la deuxième cheminée en détruisant au passage une vedette qui devait amener les hommes à l'office dominical. Le capitaine Simons se précipite sur le pont et ordonne d'ouvrir le feu. Très vite mis en batteries, les canons de DCA abattent un avion sous les hourras de l'équipage. La situation sur le croiseur est néanmoins critique, la chaudière arrière et bientôt la chaudière avant sont noyées. Le navire gîte à bâbord. Un bombardier réussit à envoyer une bombe sur le navire et le traverse de haut en bas et explose sous le navire. Cela provoque le soulèvement du Raleigh et les canonniers sont complètement déséquilibrés, une bombe vient en plus d'exploser à proximité directe du navire. Déjà deux voies d'eau, les équipes de sécurité tentent avec des moyens de fortune de boucher les entrées d'eau. À ce moment, un autre avion japonais est détruit. Pour empêcher le navire de couler ou de chavirer, on l'allège notamment à bâbord en retirant tout ce qui est inutile. À la fin de la première vague, la situation du Raleigh s'annonce critique.
Le commandant Simmons refuse d'ouvrir les ballasts tribord, le navire risquerait de couler ce qui le rendrait indisponible durant de nombreux mois durant lesquels peut-être l'avenir de l’US Navy se jouera. On envoie alors des hommes sur l'île de Ford pour chercher du renfort et notamment des pompes et des flotteurs. On arrime alors des coffres d'amarrage à bâbord ce qui a pour effet de stopper la gîte du navire. Cela sauvera le Raleigh qui n'aura pas à subir d'autres dommages durant la deuxième vague. Il sera ainsi remis en état pour participer aux futures campagnes des États-Unis dans le Pacifique à partir de février 1942.